# Знеполска-Рудина
Знеполска-Рудина (болг. Знеполска Рудина) — пограничная гора Сербии и Болгарии. Самая высшая точка горы — Голема-Рудина — 1485,3 м. К югу склоны горы круто спускаются к небольшой низменности Знеполия, где протекает река Ерма. На севере склоны более пологие и постепенно снижаются.